# 1 Dywizjon Pomiarów Artylerii
1 Dywizjon Pomiarów Artylerii – oddział artylerii Wojska Polskiego w II Rzeczypospolitej.

## Formowanie i zmiany organizacyjne
1 października 1927 roku w Toruniu został sformowany dywizjon pomiarów artylerii. Dywizjon został utworzony na podstawie rozkazu ministra spraw wojskowych L. 452/Org. Tjn. z 2 września 1927 roku, na bazie Szkoły Pomiarów Artylerii. W skład dywizjonu wchodziła drużyna dowódcy, bateria pomiarów optycznych, bateria pomiarów akustycznych, pluton telemetryczny i pluton ćwiczebny artylerii. 15 stycznia 1929 roku dywizjon został podporządkowany dowódcy 8 Grupy Artylerii.
28 maja 1931 roku została wprowadzona nowa organizacja pokojowa dywizjonu. Zgodnie z nową organizacją dywizjon został jednostką administracyjną, podporządkowaną komendantowi Centrum Wyszkolenia Artylerii.
Dla celów szkoleniowych dowódca dywizjonu wydzielił ze składu tzw. manewrową baterię pomiarową, która uczestniczyła w ćwiczeniach pokazowych w Rembertowie oraz szkołach ognia.
24 czerwca 1932 roku dywizjon został przemianowany na 1 dywizjon pomiarów artylerii.
25 września 1937 roku minister spraw wojskowych „ustalił datę święta pułkowego 1 dywizjonu pomiarów art. na dzień 1 października”.
Do września 1939 roku dywizjon został wyposażony w teodolity Wilda, nowe lornety nożycowe i zwykłe, stopery, przyrządy kartograficzne, stoliki topograficzne, mikrofony do pomiarów dźwiękowych, tablice logarytmów artyleryjskich w układzie 6400 tysięcznych, ułatwiające szybkie obliczenie współrzędnych do wstrzeliwań. Większość tego sprzętu była krajowej produkcji lub została poddana gruntownej modernizacji.

## Organizacja dywizjonu w 1931 roku
- dowództwo
- kwatermistrzostwo
- pluton administracyjny
- 1 bateria pomiarów artylerii
- 2 bateria pomiarów artylerii
- 3 bateria pomiarów artylerii

Każda bateria składała się z drużyny dowódcy, plutonu pomiarów wzrokowych, plutonu pomiarów dźwiękowych, plutonu pomiarów topograficzno-ogniowych. Stan etatowy dywizjonu liczył 38 oficerów oraz 670 podoficerów i szeregowych.

## Mobilizacja
Dywizjon był jednostką mobilizującą. Zgodnie z uzupełnionym planem „W”, który wszedł w życie 15 maja 1939 roku, dowódca dywizjonu był odpowiedzialny za przeprowadzenie mobilizacji:
- baterii pomiarowej artylerii nr 1,
- baterii pomiarowej artylerii nr 3,
- baterii pomiarowej artylerii nr 4.

Wszystkie baterie miał być zmobilizowane w Toruniu, w mobilizacji niejawnej, w grupie jednostek oznaczonych kolorem „żółtym”, których zadaniem było wzmocnienie (II rzut) osłony na wschodniej lub zachodniej granicy.
23 sierpnia 1939 roku została zarządzona mobilizacja jednostek „kolorowych” na terenie Okręgu Korpusu Nr VIII. Początek mobilizacji został wyznaczony na godz. 6:00 następnego dnia. Wszystkie baterie zostały zmobilizowane w dniach 24-30 sierpnia 1939 roku.
Baterie pomiarów artylerii na stopie wojennej formowały się w składzie:
- drużyna dowódcy
- sekcja fotograficzna
- sekcja zwiadu
- drużyny lkm plot.
- plutonu topograficzno-ogniowego
- plutonu dźwiękowego
- plutonu wzrokowego
- drużyny gospodarczej

Etat przewidywał 8 oficerów, 330 podoficerów i szeregowych, 185 koni, ok. 60 wozów sprzętowych i taborowych, 2 kuchnie polowe, 2 lkm.  

## Działania wojenne zmobilizowanych baterii

### bateria pomiarów artylerii nr 1
Sformowana w dniach 24-27 sierpnia 1939 roku. W mobilizowanej baterii wystąpiły braki w broni ręcznej, którą zastąpiono bagnetami; zamiast 2 lkm otrzymano 1 szt. Następnego dnia bateria pomiarowa artylerii nr 1 pod dowództwem kpt. Marcina Cielińskiego została zawagonowana na stacji Toruń Podgórz. 28 sierpnia bateria przybyła do rejonu Kutna, gdzie weszła w skład Armii „Poznań”. Przez trzy dni przebywała w rejonie na zachód od Kutna. 31 sierpnia o godz. 22 bateria pomaszerowała na zachód docierając wieczorem 1 września w rejon na południowy zachód od Koła. Od 2 września 1 bpa została podporządkowana dowódcy 7 pułku artylerii ciężkiej. 2 i 3 września bateria została rozwinięta i rozpoczęto prace topograficzne mające na celu przygotowanie danych i współrzędnych do osłony artyleryjskiej Przedmościa „Koło”. Nawiązano kontakt z plutonami topograficzno-ogniowymi 14, 17 i 25 pal. 4 września wykonywano prace inżynieryjno-saperskie wokół placówek baterii, z uwagi na ataki lotnicze i ostrzał ze strony dywersantów. 5 września 1 bpa osiągnęła gotowość do pomiarów i dozorowania współrzędnych topograficznych. 6 września jedna z placówek rozpoznania dźwiękowego została zaatakowana przez oddział dywersyjny; dywersanci wycięli kabel z ok. 500 metrowego odcinka. W wyniku użycia wsparcia z baterii atak odparto i placówkę uwolniono. 7 września w godzinach popołudniowych 1 bpa zakończyła pracę na Przedmościu "Koło". 9 września wieczorem bateria wraz z 7 pac wykonała marsz nocny do Sławęcina na północny zachód od Łęczycy. Nocnym marszem 9/10 września przesunięto baterię do wsi Upale. Tam 1 bateria współdziałała z I dywizjonem 7 pac, który wspierał natarcie 17 DP. Pluton dźwiękowy wykrył 3 baterie niemieckie, które I/7 pac wyeliminował. Następnie 1 bpa została przegrupowana przez Bzurę przez most Rybitwy, następnie przez Piątek osiągnęła Sułkowice. Wieczorem 11 września bateria dotarła do Mąkolic, gdzie została ostrzelana przez niemiecką artylerię i poniosła straty.
12 września 1 bpa wraz z II/7 pac została podporządkowana Armii „Pomorze”. 14 września bateria dołączyła do 16 DP w rejonie Łowicz, Zakostów, rozwinęła się i po wykonaniu prac przygotowawczych podjęła wykrywanie stanowisk ogniowych wroga. Do świtu 15 września wykryła 16 baterii niemieckich, przekazując ich współrzędne własnej artylerii. 15 września dołączyła do Grupy Operacyjnej gen. bryg. Edmunda Knoll-Kownackiego. 16 września 1 bpa wykryła niemiecką artylerię i broń pancerną, przekazując dane własnym bateriom artylerii. Ostrzał niemieckiej artylerii i bombardowania niszczyły łączność ze współdziałającymi jednostkami. Po zwinięciu stanowisk bateria pomaszerowała 17 września w kierunku Puszczy Kampinoskiej; na skutek ataków niemieckiego lotnictwa poniosła straty osobowe i w koniach, ukryła się w lesie Budy Stare. 17/18 września podeszła do przeprawy na Bzurze w Witkowicach. Na przeprawie pod ostrzałem niemieckiej artylerii, w tłoku i bałaganie, bateria utraciła część sprzętu pomiarowego, a żołnierze częściowo się rozproszyli. Zginął wówczas dowódca baterii kpt. Marcin Cieliński. W puszczy 18 września pluton wzrokowy został otoczony przez niemiecką piechotę i czołgi, w walce poniósł on ciężkie straty; pozostali żołnierze skapitulowali. Pluton dźwiękowy, ze sprzętem na wozach, został zaatakowany przez czołgi i również został rozbity; utracono cały sprzęt, a pluton został całkowicie rozproszony. Oficer zwiadowczy baterii ppor. Julian Popławski zniszczył granatami niemiecki czołg lekki. W dniach 20-22 września grupy żołnierzy dotarły do Modlina. Następnie odesłano ich do Warszawy. Ogółem z 1 bpa doszło do Warszawy 3 oficerów i ok. 50 podoficerów i szeregowców. Weszli oni w skład kompanii por. Krystyn Douglasa sformowanej z artylerzystów pomiarowych; do kapitulacji stolicy obsadzali II linię obrony od ul. Belwederskiej do ul. Spacerowej.
Obsada personalna 1 bpa
- dowódca baterii - kpt. Marcin Cieliński
- oficer zwiadowczy - ppor. Julian Popławski
- oficer łączności - por. rez. Bolesław Odrobiński
- dowódca plutonu topograficzno-ogniowego - por. Mieczysław Grylewicz
- dowódca plutonu wzrokowego - por. Hieronim Kurowski
  - oficer młodszy - por. rez. Kazimierz Klimaszewski
- dowódca plutonu dźwiękowego - por. Krystyn Douglas
  - oficer młodszy - por. rez. Leon Wołoszyk.

### bateria pomiarów artylerii nr 3
Sformowana w dniach 25-27 sierpnia 1939 roku. W mobilizowanej baterii wystąpiły braki w broni ręcznej; otrzymała 75% kbk, resztę zastąpiono bagnetami, nie otrzymano lkm, konie pochodziły w 60% z poboru słabej jakości, uprząż i wozy bardzo słabej jakości. 27 sierpnia 3 bpa załadowana do eszelonu kolejowego odjechała do Armii „Łódź”. 28 sierpnia bateria dotarła do Zduńskiej Woli i po wyładowaniu zajęła kwatery w Zdunach. Nocą 1/2 września 3 bateria została dyslokowana do Piasków, gdzie była atakowana przez niemiecki samolot myśliwski. Nocą 2/3 września rozpoczęła marsz w kierunku wschodnim do wsi kolumna, a następnie 4 września osiągnęła lasy w pobliżu Pabianic. Tego dnia baterię wizytował dowódca artylerii Armii „Łódź” płk Leonard Lubański; nakazał on marsz baterii w szyku ubezpieczonym w kierunku Góry Kalwarii. W nocy 7/8 września w rejonie Skierniewic 3 bpa ostrzelali dywersanci. Dowódcy baterii mjr. Kościowi podporządkowała się kompania ckm plot., stanowiąca od tej pory jej ubezpieczenie bojowe i opl. Z uwagi na zajęcie dróg do Góry Kalwarii przez niemieckie oddziały pancerno-motorowe, 3 bpa wraz z kompanią ckm pomaszerowała na Błonie w kierunku Warszawy. Z zebranej broni uzupełniono ją na cały stan osobowy, zgodny z etatem. Pod Błoniem, pod ostrzałem niemieckiej artylerii, zagubiono 2 wozy sprzętowe z plutonu dźwiękowego. Po dojściu do Warszawy została skierowana przez Wesołą do rejonu Mińska Mazowieckiego. Ponownie wróciła do Warszawy 14 września i została przydzielona do odcinka Warszawa-Wschód gen. bryg. Juliusza Zulaufa. Od 16 września rozwinęła układ pomiarowy; pluton dźwiękowy usytuowano na zachodnim brzegu Wisły. W Warszawie 21 września w 3 bpa było 9 oficerów, 317 podoficerów i szeregowców, 176 koni, 53 wozy sprzętowe i taborowe, 2 kuchnie polowe, 1 samochód i 2 motocykle oraz 2 ckm. 25 września 3 bateria była ostrzeliwana ogniem artylerii niemieckiej i bombardowana przez wrogie lotnictwo, ponosząc straty. W trakcie walk w stolicy bateria wykryła stanowiska 70 baterii niemieckich. W trakcie walk w Warszawie poległo 2 żołnierzy, a 5 zostało rannych. W trakcie walk w stolicy często była przez naloty i ostrzał artyleryjski niszczona łączność pomiędzy posterunkami i plutonami oraz artylerią. 28 września 3 bpa złożyła broń w Łazienkach, uszkadzając sprzęt pomiarowy.
Obsada personalna 3 bpa
- dowódca baterii – mjr Aleksander Kość
- oficer zwiadowczy – por. Adam Kawecki
- oficer łączności – ppor. rez. Nowakowski
- dowódca plutonu topograficzno-ogniowego – ppor. Kazimierz Zborowski
- dowódca plutonu wzrokowego – kpt. Mieczysław Marks
  - oficer młodszy – por. rez. Wiktor Steffen
- dowódca plutonu dźwiękowego – por. Roman Olszewski[a]
  - oficer młodszy – ppor. rez. mgr Michał Więckowski.

### bateria pomiarów artylerii nr 4
Sformowana w dniach 26-30 sierpnia 1939 roku. Dowódcą 4 bpa został wyznaczony mjr Franciszek Pacek. Bateria zgodnie z planem „Z” weszła w skład Armii „Pomorze”. 31 sierpnia bateria przybyła do Bydgoszczy i rozwinęła się w rejonie Wojnowa na Osowej Górze. 3 września została cofnięta do Bydgoszczy i wzięła udział w likwidacji dywersji niemieckiej w mieście. W trakcie walk kilku żołnierzy baterii poległo, a kilku zostało rannych. Żołnierze baterii zlikwidowali w walce obsługę 3 osobową km na wieży jednego z kościołów ewangelickich. W następnych dniach wycofywała się przez Brzozę, Dąbrowę Biskupią, Sobotę i Młodzieszyn w kierunku południowo-wschodnim. 17 września w Giżycach koło Iłowa 4 bpa została rozbita przez niemieckie czołgi. Resztki baterii przebiły się przez Puszczę Kampinoską do Warszawy i weszły w skład kompanii piechoty utworzonej z żołnierzy pomiarów artyleryjskich.
Obsada personalna 4 bpa
- dowódca baterii - mjr Franciszek Pacek
- oficer zwiadowczy - kpt. Władysław Jotkiewicz
- dowódca plutonu topograficzno-ogniowego - ppor. Józef Roman
- dowódca plutonu wzrokowego - por. Henryk Hilger
  - oficer młodszy - ppor. rez. Stanisław Wyrzykowski
- dowódca plutonu dźwiękowego - kpt. Telesfor Kucharski
  - oficer młodszy -ppor. rez. Zbigniew Lipiński.

### Oddział Zbierania Nadwyżek 1 dpa
Po zakończeniu mobilizacji alarmowej w garnizonie pozostały duże nadwyżki ludzi i sprzętu. Nadwyżki miały się udać do Ośrodka Zapasowego Pomiarów Artylerii nr 1 w Wesołej. 1 września wyjechał pierwszy transport kolejowy z nadwyżkami osobowymi pod dowództwem kpt. Stanisława Samborskiego w sile 15 oficerów, 90 podoficerów i szeregowców, 70 koni, sprzęt pomiarowy, uzbrojenie i sprzęt kwatermistrzowski. Do Wesołej dotarł 4 września. Drugi transport wyruszył nocą 3/4 września w ilości 15 oficerów, ok. 100 podoficerów i szeregowców, 100 koni i pozostałość sprzętu pod dowództwem płk. Karola Steuera. 4 września w okolicach Nieszawy transport został zaatakowany przez eskadrę 9 bombowców nurkujących. W wyniku ataku lotniczego trafiono wieloma bombami w wagony i lokomotywę. Polegli płk Karol Steuer, mjr Albin Pająk, kpt. Roman Rogowski,  ppor. Feliks Cichocki i ppor. Bernard Szubera, ppor. Sołtan oraz około. 20 szeregowych; ciężko rannych zostało kilkunastu podoficerów i szeregowców oraz por. Bohdan Tworzyański. Stracono ok. 20 koni i część sprzętu. Uciekających żołnierzy ostrzeliwały samoloty, a następnie niemieccy dywersanci. W trakcie obławy złapano 9 dywersantów, w tym kobietę. Po odesłaniu rannych do Włocławka i wyładowaniu ocalałego sprzętu pod dowództwem kpt. Mikołaja Pac-Pomarnackiego pomaszerowano pieszo w kierunku Wesołej. Przy rozbitym transporcie pozostała do ochrony drużyna por. Kazimierza Hejdy. 9 września nadwyżki dywizjonu osiągnęły okolice Błonia. Z uwagi na zajęcie okolicy przez wojska niemieckie, oddział kpt. Mikołaja Pac-Pomarnackiego pomaszerował przez Puszczę Kampinoską do Nowego Dworu Mazowieckiego, a dalej do Wesołej, gdzie przybył 10 września. Na miejscu w koszarach OZPA nr 1 w Wesołej pozostała drużyna wartownicza ochrony koszar z oficerem; ośrodek wymaszerował na wschód kraju. Por. Kazimierz Hejda wraz z żołnierzami uruchomił transport i po naprawionych torach doprowadził go do Błonia, gdzie 8 września został zaatakowany przez niemieckie 4 samochody pancerne. 11 września pieszo przez Puszczę Kampinoską i Młociny dotarł do Wesołej. 14 września oddział kpt. Mikołaja Pac-Pomarnackiego w całości ewakuował się z Wesołej do Warszawy i biwakował w Łazienkach. 26 września żołnierze oddziału weszli w skład kompanii piechoty sformowanej z żołnierzy pomiarów artylerii por. Krystiana  Douglasa. 28 września kompania złożyła broń i skapitulowała wraz z garnizonem Warszawy.

## Symbole dywizjonu
Sztandar
16 grudnia 1937 roku Prezydent RP Ignacy Mościcki zatwierdził wzór sztandaru dla 1 dywizjonu pomiarów artylerii. Na lewej stronie płatu sztandarowego umieszczono:
- w prawym górnym rogu na tarczy – wizerunek Matki Boskiej Swarzewskiej,
- w lewym górnym rogu na tarczy – wizerunek Świętej Barbary,
- w prawym dolnym rogu na tarczy – godło Pomorza,
- w lewym dolnym rogu na tarczy – odznakę pamiątkową 1 dyonu pom. art.,
- na dolnym ramieniu krzyża kawalerskiego – napis „Toruń 1.X.1927”[18].

19 czerwca 1938 roku w Toruniu marszałek Polski Edward Śmigły-Rydz wręczył dywizjonowi sztandar ufundowany przez społeczeństwo Torunia.
4 września 1939 roku został zbombardowany transport kolejowy, którym przemieszczało się dowództwo dywizjonu. Wagon dowództwa, wraz ze sztandarem spłonął.
Odznaka pamiątkowa
25 września 1937 roku minister spraw wojskowych zatwierdził wzór i regulamin odznaki pamiątkowej 1 dywizjonu pomiarów artylerii. Stanowi ją krzyż pokryty na ramionach emalią ciemnozieloną, a w środku i na obrzeżach białą. Między ramionami dwie skrzyżowane lufy armatnie. Wykonawcą odznaki był Piotr Gontarczyk z Warszawy:
Barwy
22 listopada 1927 roku minister spraw wojskowych rozkazem B.Og.Org. 9928 Org. ustalił dla dywizjonów pomiarów artylerii łapki ciemnozielone z białymi wypustkami, dla oficerów – aksamitne, natomiast dla szeregowych – sukienne.

## Obsada personalna dywizjonu
Dowódcy dywizjonu
- ppłk / płk art. Leon Czechowicz (X 1927 – III 1929 → dowódca 2 pac[23])
- ppłk / płk art. Karol Adolf Steuer (III 1929[24] – IX 1939)

| Pokojowa obsada personalna dywizjonu w marcu 1939: | Pokojowa obsada personalna dywizjonu w marcu 1939: |
| -------------------------------------------------- | -------------------------------------------------- |
| dowódca dywizjonu                                  | płk Karol Adolf Steuer                             |
| I z-ca dowódcy                                     | mjr Pająk Albin                                    |
| adiutant                                           | kpt. Biernakiewicz Antoni                          |
| lekarz medycyny                                    | por. lek. Kosiński Józef                           |
| II z-ca dowódcy [kwatermistrz]                     | kpt. Pac-Pomarnacki Mikołaj                        |
| oficer mobilizacyjny                               | kpt. Samborski Stanisław                           |
| z-ca oficera mobilizacyjnego                       | chor. Chwiłkowski Czesław                          |
| oficer administracyjno-materiałowy                 | kpt. Sobociński Jan                                |
| oficer gospodarczy                                 | kpt. int. Maciejowski Mieczysław                   |
| oficer żywnościowy                                 | chor. Kaczmarek Albin                              |
| dowódca plutonu łączności                          | kpt. Rogowski Roman Józef                          |
| dowódca szkoły podoficerskiej                      | kpt. Cieliński Marcin                              |
| z-ca dowódcy                                       | kpt. Rogowski Roman Józef*                         |
| oficer pomiarów wzrokowych                         | por. Kurowski Hieronim                             |
| oficer pomiarów dźwiękowych                        | ppor. Cichocki Feliks Tomasz                       |
| dowódca plutonu topograficznego i zwiadowczego     | por. Kawecki Adam Tomasz                           |
| dowódca plutonu topograficzno-ogniowego            | por. Grylewicz Edward                              |
| dowódca 1 baterii                                  | kpt. Kucharski Telesfor                            |
| dowódca plutonu pomiarów wzrokowych                | kpt. Marks Mieczysław                              |
| oficer plutonu                                     | ppor. Szubera Bernard                              |
| dowódca plutonu pomiarów dźwiękowych               | por. Douglas Adam                                  |
| dowódca plutonu pomiarów topograficzno-ogniowych   | ppor. Popławski Julian                             |
| dowódca 2 baterii                                  | mjr Franciszek Pacek                               |
| dowódca plutonu pomiarów wzrokowych                | por. Hilger Henryk Aleksander                      |
| oficer plutonu                                     | por. Tworzyański Antoni                            |
| dowódca plutonu pomiarów dźwiękowych               | kpt. Dutkiewicz Feliks Tadeusz                     |
| oficer plutonu                                     | por. Hejda Kazimierz Marian                        |
| dowódca plutonu pomiarów topograficzno-ogniowych   | kpt. Jotkiewicz Władysław                          |
| oficer plutonu                                     | ppor. Roman Józef                                  |
| dowódca 3 baterii                                  | mjr Kość Aleksander                                |
| dowódca plutonu pomiarów wzrokowych                | por. Rudnicki Bolesław                             |
| oficer plutonu                                     | ppor. Krupowicz Edward                             |
| dowódca plutonu pomiarów dźwiękowych               | por. Olszewski Roman                               |
| dowódca plutonu pomiarów topograficzno-ogniowych   | por. Zborowski Antoni                              |
| urlop leczniczy                                    | kpt. Rotter Klaudiusz                              |

## Dziedzictwo tradycji
12 lutego 2014 roku podsekretarz stanu Maciej Jankowski, działając z upoważnienia Ministra Obrony Narodowej, nakazał dywizjonowi dowodzenia 5 Lubuskiego Pułku Artylerii w Sulechowie przejąć i z honorem kultywować tradycje 1 Dywizjonu Pomiarów Artylerii.